# Ferdinand Didrichsen
Didrik Ferdinand Did(e)richsen (født 3. juni 1814 i København, død 20. marts 1887 på Frederiksberg) var en dansk botaniker og læge. Han deltog i den første Galathea-ekspedition 1845–1847. 1875 efterfulgte han A.S. Ørsted som professor i botanik ved Københavns Universitet og direktør for Botanisk Have, hvorved den allerede i samtiden langt mere anerkendte Eugen Warming blev forbigået. Ved Didrichsens afgang i 1885 overtog Warming begge poster.
Standard auktorbetegnelse for arter beskrevet af Ferdinand Didrichsen: Didr.
Ferdinand Didrichsens far var snedkeren Rasmus Didrichsen (død 1839). Didrichsen kom i barberlære, blev svend 1834 og derefter elev på Kirurgisk Akademi, der 1842 blev indlemmet i det medicinske fakultet, for hvilket dets sidste hold fik tilladelse til at aflægge en prøve i medicin og kirurgi. Han bestod 1840 denne prøve, fik dermed samme rettigheder som de egentlige candidati medicinæ og straks plads på Frederiks Hospital som "Bader" (barber). I korvetten Galatheas jordomsejling 1845-47 deltog han som tredje læge med forpligtelse til at assistere botanikeren, Bernhard Kamphøvener, ved indsamlinger og undersøgelser, så vidt skibets tjeneste tillod det. Da Kamphøvener allerede noget ind i 1846 på grund af brystsyge måtte rejse hjem fra Indien, kom Didrichsen til at forestå de botaniske indsamlinger; skildringen af Nikobarøernes vegetation i Steen Billes rejseberetning må sikkert være forfattet af ham. Efter at have været overskibslæge 1849 og konstitueret overlæge ved Hæren 1850 vikarierede han for Johan Lange fra marts 1851 til april 1853 som assistent og bibliotekar ved Botanisk Have. 1854 var han overlæge på Galathea. 1856 blev han bibliotekar og assistent ved den botaniske have, 1858 docent i botanik for farmaceuterne og 1863 tillige for polyteknikerne. I disse tre stillinger forblev han, indtil han efter Ørsteds død (1872) efterhånden opgav dem og blev udnævnt til professor botanices 30. september 1875.
Didrichsen giftede sig 20. november 1838 med Marie Louise Müller, datter af skræddermester J.C. Müller i København. Han tog sin afsked fra 1. november 1885 og døde 20. marts 1887. Året forud mistede han sin hustru. Af deres ni børn overlevede tre døtre dem.
Hans lykkeligste tid synes at have været i og nærmest om halvtredserne; han har da været en flittig og begejstret arbejder i botanikken; i Naturhistorisk Forenings møder giver han jævnlig videnskabelige meddelelser og tager del i diskussioner, og i dens Videnskablige Meddelelser samt i Botaniske Notiser publicerer han små morfologiske undersøgelser, bestemmelser af museets samlinger, beskrivelser af nye slægter og arter. I disse år grundlagde han Botanisk Museums spritsamling og samlede en ikke ringe del morfologiske præparater, som vare til stor belæring for de yngre. Men derefter svækkes hans arbejdsiver, han ophører efterhånden med botaniske studier, sysler med sproglige og historiske i stedet, og kun ydre påvirkning synes at have fremkaldt et par senere publikationer, mest af undersøgelser, han havde gjort mange år tidligere. Hans studie af botanikkens historie i Danmark (1869, Schjødtes Naturhistorisk Tidsskrift) blev aldrig fuldendt. Da der 1870 fremkom en plan til en ny botanisk have, til hvilken Ørsted var forfatter, fremkaldte Didrichsen og andre en strid om den, der førtes i Tidsskrift for Havevæsen. Da der ved Ørsteds tidlige død uventet blev udsigt til, at Didrichsen, støttet af yngre venners andragende hos C.C. Hall, kunne blive professor, tog han for en tid fat igen, fik endog (1880) nogle kobbertavler udførte over græssernes spiring, men magtede ikke at få teksten skrevet. Hans tidligere studier vidne om, at han var en omhyggelig og kritisk undersøger, der havde et morfologisk syn, stor belæsthed og litteraturkendskab på begrænsede områder, og han havde en fortrinlig hukommelse; men det var altid meget små botaniske spørgsmål, som han syslede med, og, hvad der var hans værste fejl, var en mangel på sans for form og orden, der også i høj grad gjorde sig gældende i hans forelæsninger, og tillige på stadighed og karakterfasthed. Sorger i hans huslige liv og den skæve stilling, hvori han kom til Ørsted, med hvem han og nogle andre førte en uhyggelig strid 1866-67, der endtes med en voldgiftserklæring af Fenger, var sikkert de ydre anledninger til, at hans liv blev så lidet frugtbringende.
I sine sidste år var han meget interesseret i politik og især i sociale forhold, og han havde det i hine tider ikke helt almindelige mod for en mand i hans stilling at slutte sig til Socialdemokratiet. 1878 var han blevet Ridder af Dannebrog.
Han er begravet på Assistens Kirkegård.